# Przepływ krytyczny (koryto otwarte)
Przepływ krytyczny w korycie otwartym to przepływ, który odbywa się z taką głębokością, że energia właściwa strumienia jest minimalna.
Energia właściwa strumienia {\displaystyle E} jest sumą jego energii potencjalnej oraz energii kinetycznej. W hydraulice koryt otwartych energia potencjalna związana jest z głębokością przepływu {\displaystyle h} i nazywana jest wysokością ciśnienia. Natomiast energia kinetyczna nazywana jest wysokością prędkości.
{\displaystyle E=h+{\frac {\alpha v^{2}}{2g}}=h+{\frac {\alpha Q^{2}}{2gA^{2}(h)}}\,,\quad v={\frac {Q}{A}},}
gdzie {\displaystyle v} jest średnią prędkością przepływu w przekroju, a {\displaystyle g} jest przyspieszeniem ziemskim, {\displaystyle Q} natężeniem przepływu, a {\displaystyle A} czynną powierzchnią przekroju koryta, w którym odbywa się przepływ.
Przy każdej głębokości strumienia innej niż głębokość krytyczna {\displaystyle h_{kr}} jego energia właściwa będzie wyższa od minimalnej. Jeśli głębokość strumienia
- {\displaystyle h>h_{kr}} mamy do czynienia z przepływem spokojnym, dla którego liczba Froude’a {\displaystyle Fr<1,}
- a jeśli natomiast {\displaystyle h<h_{kr}} będzie to przepływ rwący, dla którego {\displaystyle Fr>1.}

Głębokość krytyczną obliczyć można z warunku
{\displaystyle {\frac {dE}{dh}}=0\,,\quad {\textrm {czyli}}\quad 1-{\frac {\alpha Q^{2}}{gA^{3}(h)}}{\frac {dA}{dh}}=0.}
Ponieważ szerokość przekroju {\displaystyle B=dA/dh,} możemy zapisać popularną postać warunku ruchu krytycznego:
{\displaystyle {\frac {A^{3}}{B}}={\frac {\alpha Q^{2}}{g}}.}
W przypadku koryt o przekroju prostokątnym mamy {\displaystyle h=A/B,} i możemy obliczyć głębokość krytyczną z wzoru:
{\displaystyle h_{kr}={\sqrt[{3}]{\frac {\alpha Q^{2}}{B^{2}g}}}.}